# La Voce del Popolo (settimanale di Torino)
La Voce del Popolo è il settimanale della Diocesi di Torino. Molte firme celebri del giornalismo italiano hanno iniziato la propria carriera su questo settimanale.

## Storia
La testata è nata nel 1876, per volontà di Domenico Giraud, con il nome di La Voce dell'Operaio. Tra i fondatori vi fu anche san Leonardo Murialdo ed un suo grande collaboratore don Eugenio Reffo. Essa era l'organo di stampa dell'Unione operaia cattolica di Torino.
Nel 1933 assunse il nome attuale e dal 1946 divenne la testata della Arcidiocesi di Torino. Negli anni che seguirono il Concilio Vaticano II la Voce del Popolo dedicò una notevole attenzione al rinnovamento della chiesa torinese e a tematiche quali le lotte sindacali e i problemi di integrazione dei molti immigrati provenienti dall'Italia meridionale. Questo clima di apertura causò però un calo dei consensi in alcuni dei settori più tradizionalisti del cattolicesimo locale e provocò una riduzione delle vendite del periodico. Dopo la lunga direzione di mons. Franco Peradotto fece seguito la guida di Marco Bonatti (1996-2013). Dal 1º gennaio 2014 la responsabilità nella conduzione editoriale del settimanale della Chiesa torinese venne assunta da Luca Rolandi. A partire dall'ottobre 2016, dopo la fusione con l'altro bisettimanale torinese Il Nostro Tempo, prosegue la pubblicazione con il nome La Voce e il Tempo.

## Collaboratori
Tra le molte firme che nel tempo hanno collaborato con La Voce del Popolo possono essere ricordati Enzo Bianchi, Giorgio Calcagno, Italo Alighiero Chiusano, Claudio Magris, Ferruccio Gard e Marco Travaglio.